# Panton (Stati Uniti d'America)
Panton è una città degli Stati Uniti d'America, nella contea di Addison, nello Stato del Vermont. La popolazione era di 677 abitanti nel censimento del 2010.